# ATMARP
 ATMARP (Asynchronous Transfer Mode Address Resolution Protocol) – odwzorowanie adresu hosta na odpowiadający adres sprzętowy MAC w sieciach ATM. Kiedy dany host chce uzyskać adres sprzętowy innego komputera kontaktuje się z serwerem ATMARP który zawiera w swojej pamięci podręcznej odwzorowania adresów IP.
| 0 8 16 24 31               | 0 8 16 24 31  | 0 8 16 24 31   | 0 8 16 24 31  |
| -------------------------- | ------------- | -------------- | ------------- |
| Typ sprzętu                | Typ sprzętu   | Typ protokołu  | Typ protokołu |
| HLEN nadawcy               | HLEN2 nadawcy | Operacja       | Operacja      |
| PLEN nadawcy               | HLEN odbiorcy | HLEN2 odbiorcy | PLEN odbiorcy |
| Adres ATM nadawcy pakietu  |               |                |               |
| Adres ATM nadawcy pakietu  |               |                |               |
| Adres ATM nadawcy pakietu  |               |                |               |
| Adres ATM nadawcy pakietu  |               |                |               |
| Adres ATM nadawcy pakietu  |               |                |               |
| Adres protokołu nadawcy    |               |                |               |
| Adres ATM odbiorcy pakietu |               |                |               |
| Adres ATM odbiorcy pakietu |               |                |               |
| Adres ATM odbiorcy pakietu |               |                |               |
| Adres ATM odbiorcy pakietu |               |                |               |
| Adres ATM odbiorcy pakietu |               |                |               |
| Adres protokołu odbiorcy   |               |                |               |

- Typ sprzętu- określa typ interfejsu sprzętowego, używanego przez nadawcę

- Typ protokołu – podaje adres protokołu wysokiego poziomu, który wysłał

zadanie
- HLEN nadawcy – podaje długość adresu ATM nadawcy

- HLEN2 nadawcy – podaje długość pola adresu ATM nadawcy

- Operacja – określa typ ramki:

| Operacja      | Wartość |
| ------------- | ------- |
| ARP_REQUEST   | 1       |
| ARP_REPLY     | 2       |
| InARP_REQUEST | 8       |
| InARP_REPLY   | 9       |
| ARP_NAK       | 10      |

- PLEN nadawcy – podaje długość adresu protokołu nadawcy

- HLEN odbiorcy – podaje długość adresu ATM komputera docelowego

- HLEN2 odbiorcy – podaje długość pola adresu ATM komputera docelowego

- PLEN odbiorcy – podaje długość adresu protokołu komputera docelowego

- Adres ATM nadawcy – podaje adres ATM urządzenia nadającego

- Adres protokołu nadawcy – podaje adres protokołu, który zainicjował zadanie

- Adres ATM odbiorcy – podaje adres ATM urządzenia docelowego

- Adres protokołu odbiorcy – podaje adres protokołu w urządzeniu docelowym,

który powinien przetworzyć zadanie